# Желобное
Жело́бное (укр. Жолобне) — село на Украине, основано в 1587 году, находится в Звягельском районе Житомирской области.
Население по переписи 2001 года составляет 719 человек. Почтовый индекс — 11765. Телефонный код — 4141. Занимает площадь 2,258 км².

## История села
« Церковно приходская летопись, Рождество-Богородичной церкви, села Жолобного, Новоград Волынского уезда, с 1891 года заведенная.
Священник Яков Петравский.
Церковно приходское исторически-статистическое описание
Отдел 1. Приход
А. Местоположение села.
Село Жолобное Новоград Волынского уезда Волынской губернии, первого благочинного округа, отстоит от губернского г. Житомира на 110 верст от уездного г. Новоград Волынска 20 верст от ближайшего почтовой станции м. Корец 20 верст, от ближайшей станции Юго-Западной железной дороги „Славута“ 40 верст.
```
В конце прошлого столетия с. Жолобное было во владении князей Яблоновских, а в начале нынешнего столетия оно досталось помещику Эразму Гадомскому, который и ныне находится во владении внуков его Гадомских. С. Жолобное расположено в низменной местности при речки именуемой Жолобенка, которая летом, при благоприятной погоде, совершенно высыхает. Водой пользуются жители исключительно из колодцев, имеющихся у каждого хозяина во дворе. Местность болотистая, покрытая кустарниками и изредка уцелевшим еще помещичьим лесом. Грунтовая дорога, по причине вязкости суглинисто чернозёмной почвы, особенно весной и осенью, весьма затруднительны. Почва земли различная, есть местами чернозем, местами суглинок, а местами супесок.
```

Б. Состав прихода.
Жолобенский приход в настоящее время состоит из с. Жолобного в котором числится 93 ¾ дворов и д. Коритищ в котором числится 44 двора., д. Коритище издревле приписано к Жолобенскому приходу и отстоит от него в 2 верстах, сообщен с самостоятельным приходом удобное.
В. Границы прихода.
Приход Жолобенский граничит с восточной стороны д. Малой Горбаши и д. Кудинович, с западной стороны д. Каменкой с северной, с. Ярунь и с Юго-Западной стороны с. Мокрой.
Г. Наименование села и приписных к нему деревень.
Наименование села Жолобное, как можно полагать, вероятно получило название от того, что оно расположено в низменности -по малороссийски жолобом так равно и коротище.
Д. Достопримечательности прихода.
В приходе нет никаких достопримечательностей и остатков древностей, есть только в д. Коротищах при въезде из с. Жолобного древнее православное кладбище, но не известно когда и кем основано, оно со всех сторон окопано рвом, с поросшим на нем кустарником. Кладбище в с. Жолобном длинной 80, а шириной 100 аршин и находится за селом по дороге ведущей в Горбашу и огорожено парканом. В Коротищах кладбище длиной 60, а шириной 70 аршин. На кладбище в Коротищих построена в 1889 году крестьянами прихожанами д. Коротищ новая часовня построенная в память чудесного события 17 го октября 1888 года на каменном фундаменте покрыта железом и крыша покрашена масляными красками, а также выкрашена внутри масляными красками с написанием в купол 4 -х Евангелистов.
Школа существует в с. Жолобном с 1860 года, а в д. Коротищах с . и обе школы построены на общественные средства в Жолобном на церковной, а в д. Коротищах на общественной земле. Ни фабрик, ни заводов в приходе нет. Есть только 2 ветряные мельницы, одна крестьянская, а другая еврейская».

## Адрес местного совета
11762, Житомирская обл., Звягельский р-н, с. Ярунь, ул. Мира, 13